# Toni Iordache
Pour les articles homonymes, voir Iordache.
Toni Iordache (17 décembre 1942 à Bâldana, près de Bucarest - 20 février 1988 d'un diabète) est un virtuose roumain du cymbalum (țambal).
Il commence sa formation à quatre ans auprès de son père, lui aussi joueur de țambal. Elle continue lors de cérémonies de mariages, sous l'instruction de Mitica Ciuciu, et les sessions avec l'ensemble folklorique de la radio roumaine, en tant que soliste. Il mène ensuite une longue carrière internationale et enregistre nombre de disques, notamment chez les firmes Arion et Déesse.
Il joue souvent en accompagnement ou en alternance avec le tout aussi célèbre et virtuose flûtiste de Pan roumain Gheorghe Zamfir, accompagné de l'orchestre Florian Economu.
Il devient un symbole national, tout comme le joueur de tennis Ilie Năstase, jusqu'au jour où il est condamné et emprisonné plusieurs années pour avoir été en possession de quelques dollars acquis illégalement à l'époque.
Il est réputé pour la rapidité de sa frappe (25 battements par seconde) et la complexité de ses solos, tant sur le țambal portable que sur celui de concert.
Son fils Leonard et son petit-fils Bogdan sont également des joueurs de țambal.